# Stazione di Hanasaki
La stazione di Hanasaki (花崎駅?, Hanasaki-eki) è una stazione ferroviaria situata nella città di Kazo della prefettura di Saitama, in Giappone, ed è servita dalla linea Sky Tree delle Ferrovie Tōbu.

## Linee
Ferrovie Tōbu
● Linea Tōbu Isesaki (Linea Tōbu Sky Tree)

## Struttura
La stazione è dotata di due marciapiedi laterali con due binari passanti in superficie. Il fabbricato viaggiatori si trova sopra il piano del ferro, ed è collegato alla banchina da scale mobili, fisse e ascensori.
| 1 | ● Linea Sky Tree     | per Tatebayashi, Ashikagashi e Ōta             |
| 2 | ● Linea Tōbu Isesaki | per Kuki, Tōbu Dōbutsukōen, Kasukabe e Asakusa |

## Stazioni adiacenti
| «                  | Servizio               | »                  |
| Linea Tōbu Isesaki | Linea Tōbu Isesaki     | Linea Tōbu Isesaki |
| ------------------ | ---------------------- | ------------------ |
| Washinomiya        | Locale                 | Kazo               |
| Washinomiya        | Semiespresso sezionale | Kazo               |
| Washinomiya        | Espresso sezionale     | Kazo               |
| Transito           | Semiespresso           | Transito           |
| Transito           | Espresso               | Transito           |